# Église Notre-Dame de Pégairolles-de-Buèges
L'église Notre-Dame de Pégairolles-de-Buèges est une église romane située à Pégairolles-de-Buèges (en occitan Pegairòlas de Buòja) dans le département français de l'Hérault en région Occitanie.

## Localisation
L'église se dresse au sommet du village de Pégairolles-de-Buèges, minuscule commune d'une cinquantaine d'habitants située dans un site remarquable près des sources de la Buèges, à l'extrémité occidentale de la vallée de la Buèges, dans le nord du département de l'Hérault, à une cinquantaine de kilomètres au nord-ouest de Montpellier.
La vallée de la Buèges abrite deux autres remarquables églises romanes : l'église de Saint-Jean-de-Buèges et l'église de Saint-André-de-Buèges.

## Historique
Pégairolles-de-Buèges est mentionnée sous le nom de Villa Petrolianum et Petronianellum et Casellas campanias en 855 dans le cartulaire de Gellone, de Castrum Pegairolas en 1110 et de Castrum de Pegueirollis de Buegis diœcesis Magalonensis en 1264.
L'église Notre-Dame est construite aux XIe et XIIe siècles.
En 1264, le castrum de Pegueirollis appartient à l'évêque de Lodève mais, plus tard, cette église réunie à Saint-Jean-de-Buèges forme une paroisse du diocèse de Montpellier dépendante de l'archiprêtré de Brissac.
En 1779, le chapitre cathédral de Montpellier en est le prieur et ses patrons sont alors la sainte Vierge et saint Vincent.

## Architecture

### Structure et maçonneries
L'église est un édifice de petite taille, à nef unique et à chevet semi-circulaire.
Elle est recouverte de tuiles et édifiée en pierre de taille d'une belle couleur ocre assemblée en grand appareil.

### Le chevet
L'église Notre-Dame de Pégairolles-de-Buèges possède un beau chevet semi-circulaire, en surplomb par rapport au village.
Ce chevet est percé d'une fenêtre absidiale unique et orné, dans sa partie supérieure, d'une corniche moulurée et d'un alignement de trous de boulin (trous destinés à ancrer les échafaudages) disposés de façon très régulière.
Le pignon qui surmonte le chevet est percé d'un oculus circulaire.

### La façade méridionale et le clocher
La façade méridionale est percée d'une porte à double ébrasement, surmontée d'un arc « dont les claveaux sont plus étroits à la base qu'au sommet (aux sommiers qu'à la clé) » donnant à l'extrados un aspect légèrement brisé, comme à Saint-André-de-Buèges, Saint-Jean-de-Buèges et Brissac.
Cette porte est flanquée de deux baies cintrées et est surmontée d'un clocher carré percé d'une baie cintrée sur chaque face et recouvert d'une courte flèche de pierre.

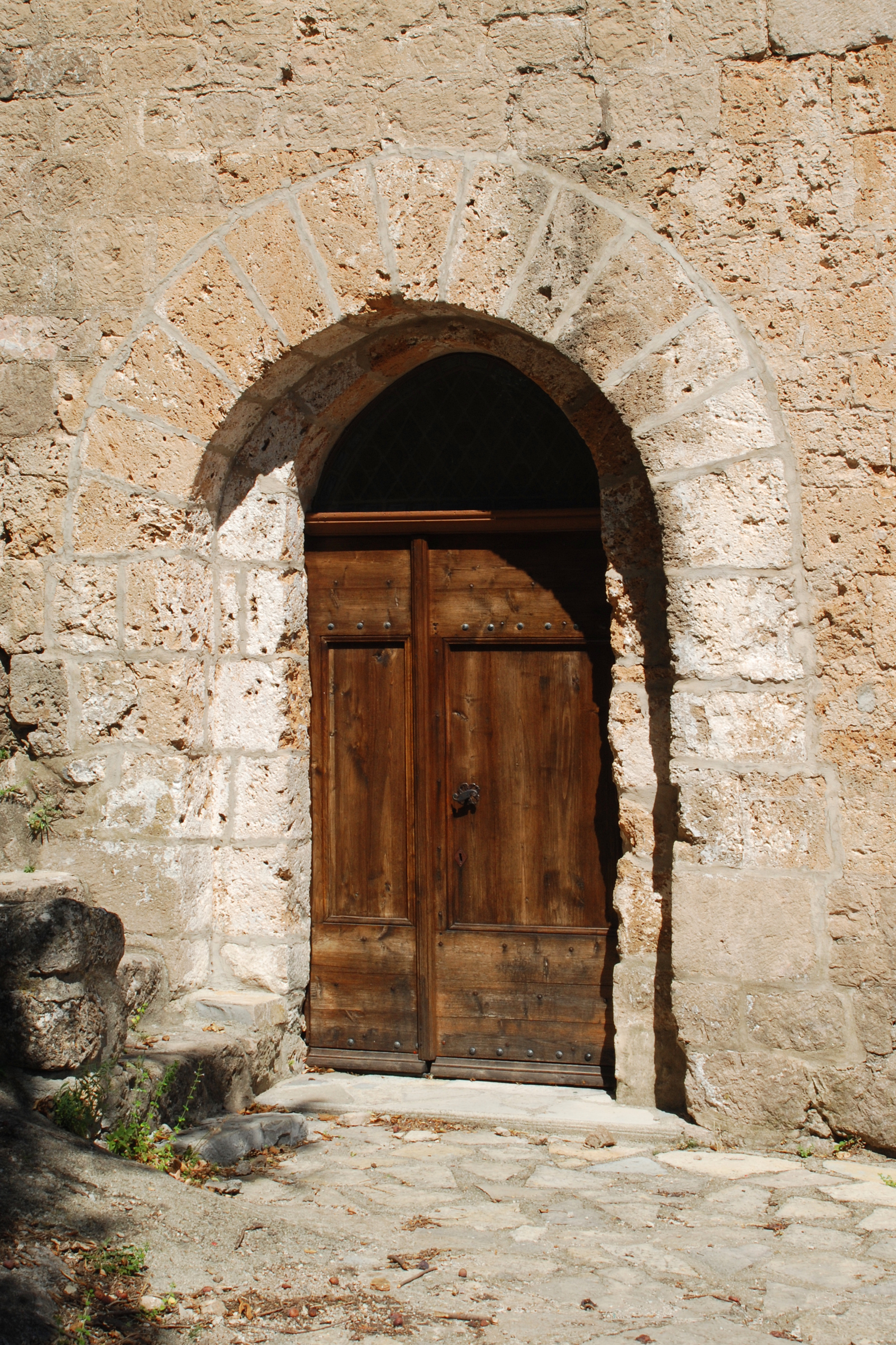
La porte à l'arc légèrement brisé.
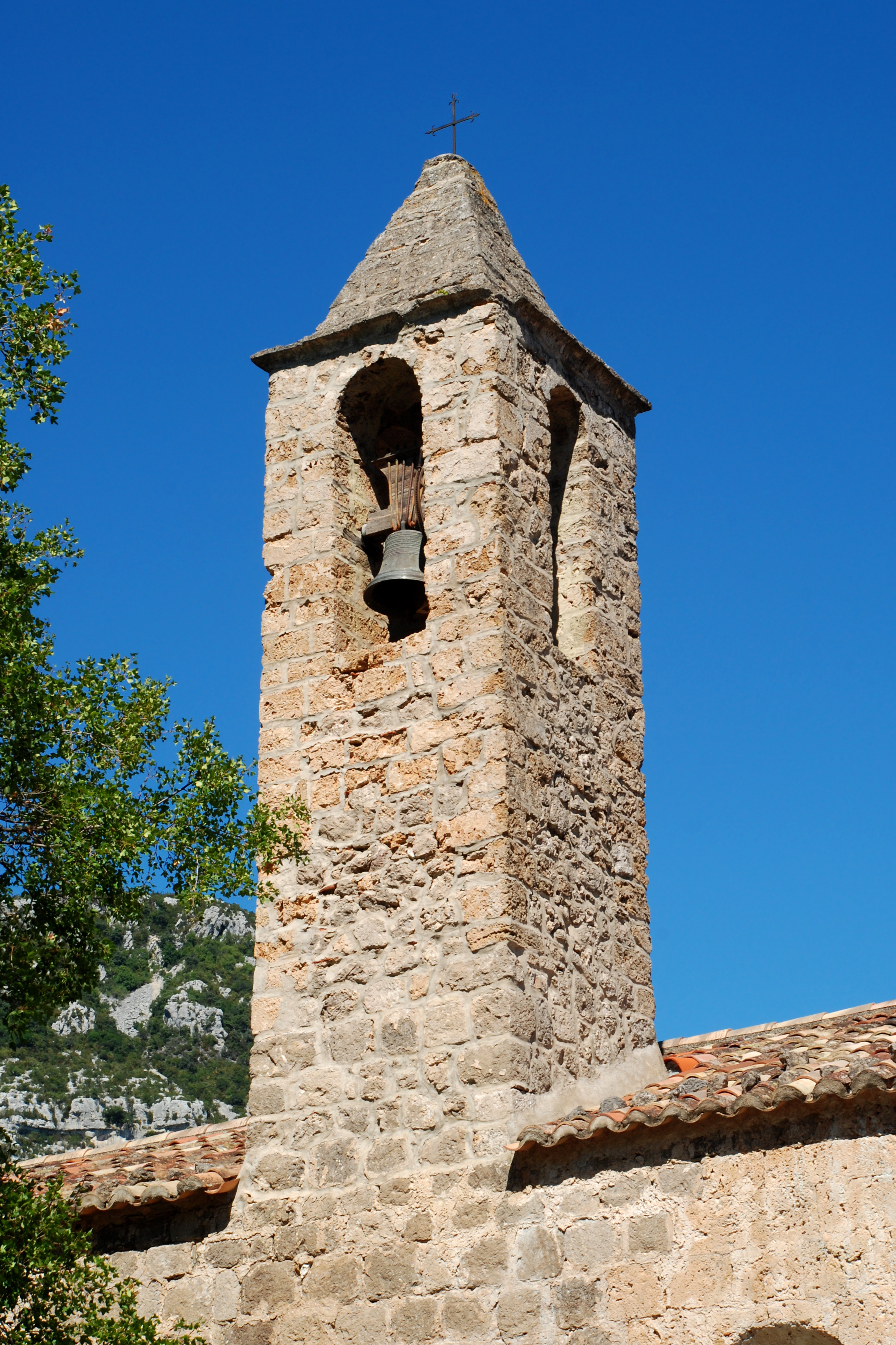
Le clocher à flèche de pierre.
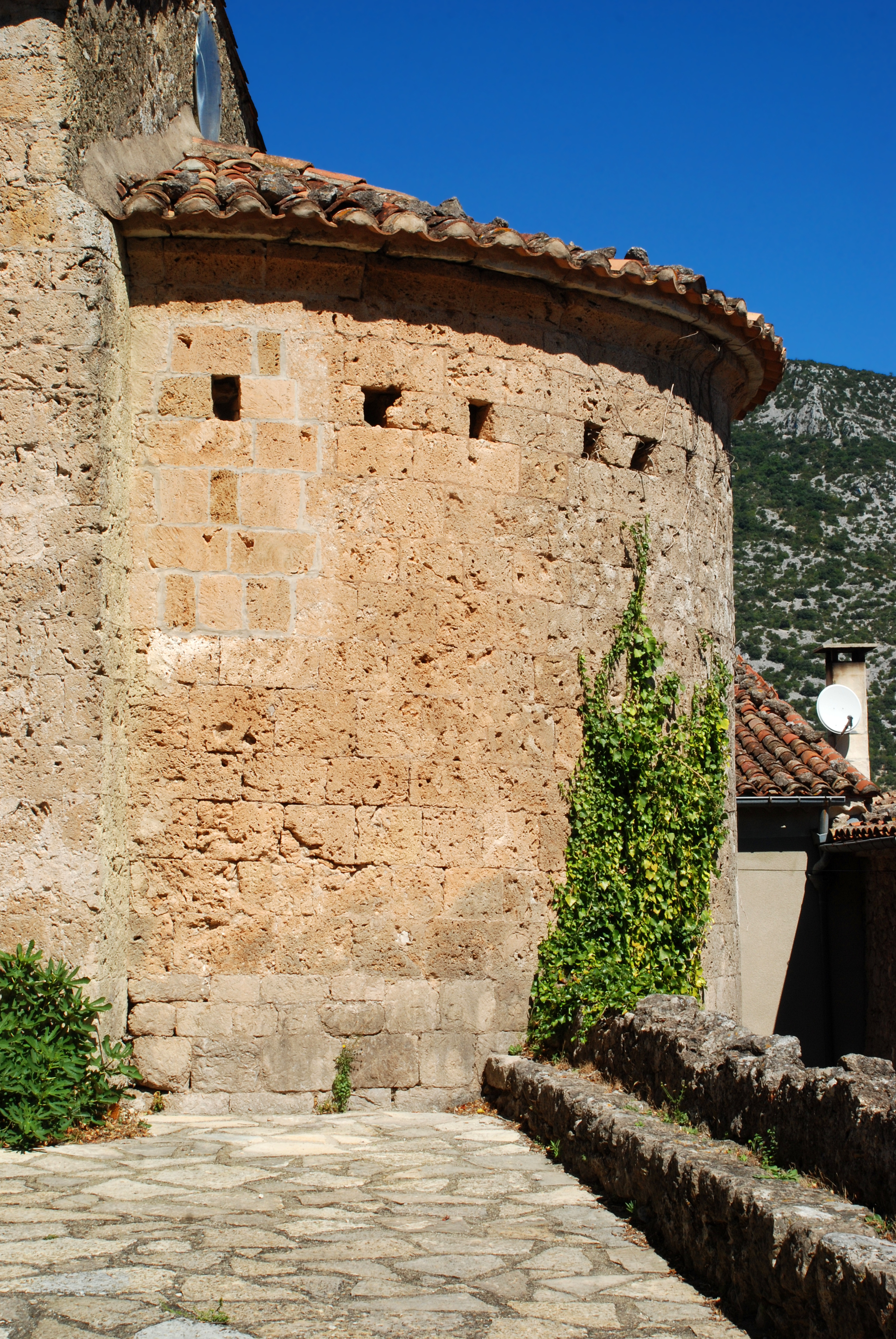
Le chevet semi-circulaire.